# Bichl
Bichl là một đô thị ở huyện Bad Tölz-Wolfratshausen bang Bayern nước Đức. Đô thị Bichl có diện tích 13,92 km², dân số thời điểm ngày 31 tháng 12 năm 2006 là 2075 người. 